# Tjejmilen
Tjejmilen ist ein schwedischer Zehn-Kilometer-Straßenlauf nur für Frauen. Der Lauf wird alljährlich rund um Djurgården in Stockholm ausgetragen. Das Rennen ist Europas größter Frauenlauf; 2011 waren 30.576 Teilnehmerinnen aus 23 Ländern gemeldet.
2010 waren es genau 10,14 km. Der höchste Punkt auf der Strecke ist 28 m höher als der Start. Es ist also eine sehr flache Laufstrecke.

## Geschichte
1984 fand der erste Lauf mit 2000 gemeldeten Teilnehmerinnen statt. Als reiner Frauenlauf wurde er nach dem Vorbild des Kvindeløb, einem Fünf- und Zehn-Kilometer-Lauf für Frauen in Kopenhagen, organisiert. Evy Palm war die erste Gewinnerin. Sie hat danach noch vier weitere Läufe gewonnen und ist damit gemeinsam mit Isabellah Andersson die erfolgreichste Läuferin dieses Rennens.
Für Mädchen im Alter von zehn bis 13 Jahren wird ein Lauf über 1,5 km veranstaltet. Durch den großen Erfolg angeregt entstanden schon bald weitere Frauenrennen und auch die schwedischen Klassiker Wasalauf und Vätternrundan richteten den Skilanglaufwettbewerb  Tjejvasan und das Radrennen Tjejvättern ein.